# Silvio Novembre
Silvio Novembre (Alseno, 12 luglio 1934 – Milano, 28 settembre 2019) è stato un militare italiano, maresciallo della Guardia di Finanza noto per aver indagato sul crack della Banca Privata Italiana di Michele Sindona al fianco del commissario liquidatore avvocato Giorgio Ambrosoli.

## Biografia
Figlio di un ferroviere, quattro fratelli, al termine della scuola media inizia a lavorare come apprendista falegname per dare un contributo economico alla famiglia.
Nel gennaio del 1953 si arruola nella Guardia di Finanza, frequenta la Scuola Allievi Finanzieri a Predazzo e in seguito la Scuola Sottufficiali a Lido di Ostia. Frequenta la Scuola di Polizia Tributaria e nel 1963 si specializza a Brescia nell'esame dei libri contabili delle imprese. Nel 1971 è a Milano nel nucleo di polizia tributaria di via Fabio Filzi. Dopo una serie di indagini importanti (come quella dell'Italgrani di Franco Ambrosio), nell'ottobre del 1974 viene incaricato, in qualità di ufficiale di Polizia Giudiziaria, dall'allora sostituto procuratore Guido Viola di svolgere le indagini e gli accertamenti in relazione allo stato di insolvenza ed alla liquidazione della Banca Privata Italiana di Michele Sindona, lavorando a stretto contatto con l'avvocato Giorgio Ambrosoli, nominato commissario liquidatore dalla Banca d'Italia.
La collaborazione tra Novembre ed Ambrosoli, dopo una diffidenza iniziale, si trasforma in una sintonia assoluta e poi in vera amicizia. Novembre, oltre al suo incarico, fornisce il proprio contributo e sostegno tecnico al commissario liquidatore, il quale interpella, a sua volta, il maresciallo anche su questioni che non riguardano la polizia giudiziaria ma l'attività della liquidazione. Il loro operato si svolge tra minacce e difficoltà tanto da far dire a Novembre: "Noi in Italia, nel procedere alla ricostruzione delle malefatte di Sindona, eravamo isolati". Le loro indagini mettono in luce l'intreccio di rapporti tra banche sindoniane e partiti politici e anche i rapporti tra Michele Sindona, la mafia siciliana e Cosa Nostra negli Stati Uniti. Negli stessi anni viene sferrato un duro attacco alla direzione della Banca d'Italia nelle persone di Paolo Baffi e Mario Sarcinelli tentandone la delegittimazione, Giulio Andreotti definisce Sindona "salvatore della lira", la metastasi della P2 s'inserisce nelle istituzioni e anche ai vertici della Guardia di Finanza. Per due volte Novembre riesce ad evitare il trasferimento. Subisce, in un crescendo, lusinghe, tentativi di corruzione, pressioni e minacce. Si arriva perfino ad offrirgli la possibilità di curare negli Stati Uniti la moglie gravemente malata. Dal momento che Ambrosoli non ha nessuna protezione, Novembre si fa carico di occuparsi anche della sua sicurezza. Quando Ambrosoli viene assassinato sotto casa a Milano la sera dell'11 luglio 1979 da un killer assoldato da Sindona, Novembre si trova a Bibione dalla moglie malata.
In seguito alla morte di Ambrosoli, Novembre collabora alle indagini che porteranno alla condanna all'ergastolo di Michele Sindona quale mandante dell'omicidio, prosegue le attività d'indagine sulla liquidazione della Banca Privata Italiana con i nuovi commissari liquidatori nominati; nell'ottobre del 1982 si congeda dalla Guardia di Finanza e viene nominato con decreto del Governatore della Banca d'Italia, Carlo Azeglio Ciampi, membro del Comitato di Sorveglianza della stessa Banca Privata Italiana, fino al termine della liquidazione nel luglio 1989.

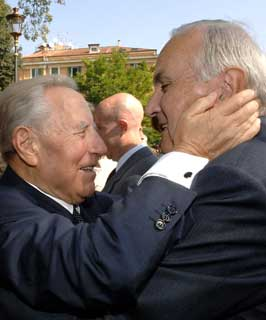
Il Presidente della Repubblica Carlo Azeglio Ciampi e Silvio Novembre

Dal 1982 al 1997 è coadiutore dei commissari liquidatori del Banco Ambrosiano di Roberto Calvi e negli ultimi 3 anni con mansioni di Segretario Generale della procedura in presenza di un unico commissario liquidatore.
Continua a credere nel valore delle istituzioni e partecipa alla nascita a Milano del Circolo Società Civile. Si adopera instancabilmente per la diffusione della cultura della legalità, nelle scuole e in incontri pubblici in tutto il Paese.
Muore a Milano il 28 settembre 2019.

## Omaggi
Il 16 novembre 2021, alla presenza del Comandante Generale della Guardia di Finanza, Gen. C.A. Giuseppe Zafarana e del Comandante Interregionale dell'Italia Centro Settentrionale, Gen. C.A. Sebastiano Galdino, si è svolta la cerimonia di intitolazione della Sala Consiliare al Sottotenente Silvio Novembre, nativo di Alseno (PC).

Il 23 giugno 2022, alla presenza del Comandante Interregionale dell’Italia Nord Occidentale della Guardia di Finanza, Gen. C.A. Fabrizio Carrarini, si è svolta la cerimonia di scopertura della targa commemorativa presso la caserma “Cinque Giornate” di Milano.

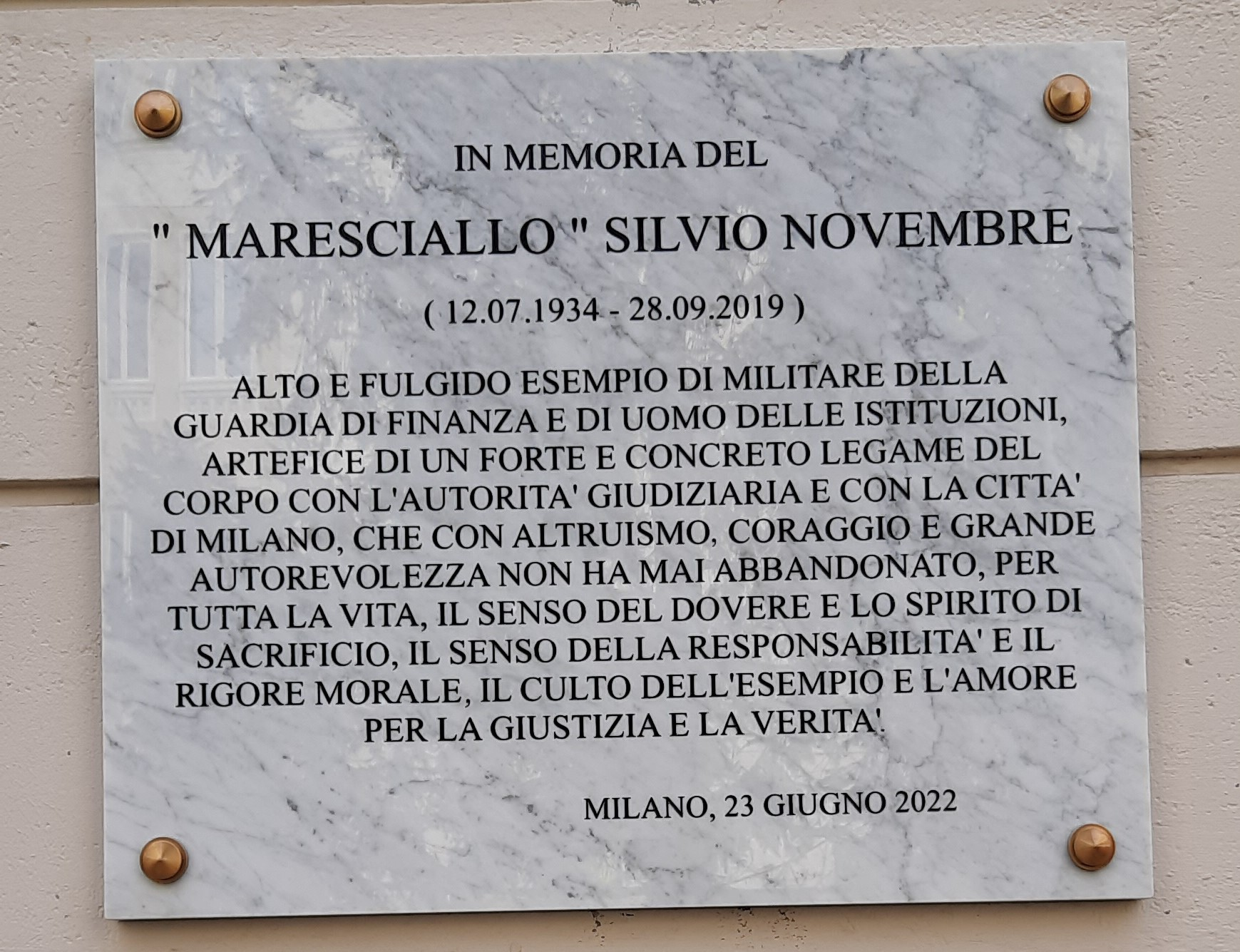
Targa commemorativa presso la caserma Cinque Giornate di Milano

Il 28 settembre 2022, alla presenza del Sindaco di Milano, Giuseppe Sala, e del Comandante Interregionale dell’Italia Nord Occidentale della Guardia di Finanza, Gen. C.A. Fabrizio Carrarini, si è svolta la cerimonia di scopertura della targa commemorativa nel giardino di Piazza Giuseppe Grandi in Milano.
Il 27 settembre 2023, presso la Casa della Memoria del Comune di Milano, alla presenza del Comandante in Seconda della Guardia di Finanza, Gen. C.A. Sebastiano Galdino, dell'Assessora Gaia Romani e del Presidente della Commissione Antimafia Rosario Pantaleo, è stato presentato il libro "Silvio Novembre. Il coraggio oltre il dovere" di Giandomenico Belliotti, in occasione del quarto anniversario della scomparsa del Maresciallo. All'evento, oltre all'autore, hanno partecipato Caterina e Isabella, figlie di Novembre; Francesca, figlia dell'avvocato Giorgio Ambrosoli; Vittorio Coda, Docente emerito di Economia Università Bocconi e Marco Vitale, Presidente di Vitale Zane & Co.
Il 21 ottobre 2023, alla presenza del sindaco di San Michele al Tagliamento Flavio Maurutto, del Comandante dell’Italia Nord Orientale della Guardia di Finanza, Gen. C.A. Carmine Lopez, dell’avvocato Umberto Ambrosoli (figlio di Giorgio), dell’ex magistrato del pool Mani Pulite Gherardo Colombo, del procuratore aggiunto della Direzione Distrettuale Antimafia (DDA) di Milano, Alessandra Dolci e delle figlie Caterina e Isabella Novembre, a Bibione si è tenuto un convegno sulla sua figura. All'evento hanno partecipato anche il giornalista Giandomenico Belliotti, autore del libro "Silvio Novembre. Il coraggio oltre il dovere" e l'attore Andrea Gherpelli che ha interpretato il Maresciallo nella miniserie televisiva "Qualunque cosa succeda", andata in onda su Rai 1. Al termine del convegno, la scopertura di una panchina commemorativa presso il parco di Via Perseo, dove Novembre era solito riposarsi durante la sua permanenza nella località balneare veneta (dove prestò servizio presso la locale caserma della Guardia di Finanza e conobbe sua moglie).
Il 19 febbraio 2025, alla presenza del Comandante Interregionale dell'Italia Centro Settentrionale della Guardia di Finanza, Gen. C.A. Fabrizio Cuneo e del Comandante Regionale dell’Emilia Romagna, Gen. D. Paolo Kalenda, si è svolta la cerimonia di intitolazione della Sala Convegno del Comando Provinciale di Piacenza. L'evento è stato preceduto da un convegno su "Etica e legalità" a cui hanno partecipato anche il giornalista Giandomenico Belliotti, autore del libro "Silvio Novembre. Il coraggio oltre il dovere"; Isabella, figlia del Maresciallo Silvio Novembre e Umberto, figlio dell'avvocato Giorgio Ambrosoli.
L'11 giugno 2025, alla presenza del Comandante Interregionale dell’Italia Nord Occidentale della Guardia di Finanza, Gen. C.A. Fabrizio Carrarini, del Comandante Regionale della Lombardia, Gen. D. Paolo Compagnone, del Comandante Provinciale di Milano, Gen. B. Andrea Fiducia e del Sindaco di Milano Giuseppe Sala gli viene intitolata la caserma, sede del Gruppo della Guardia di Finanza di Milano, in via Oglio, 8.

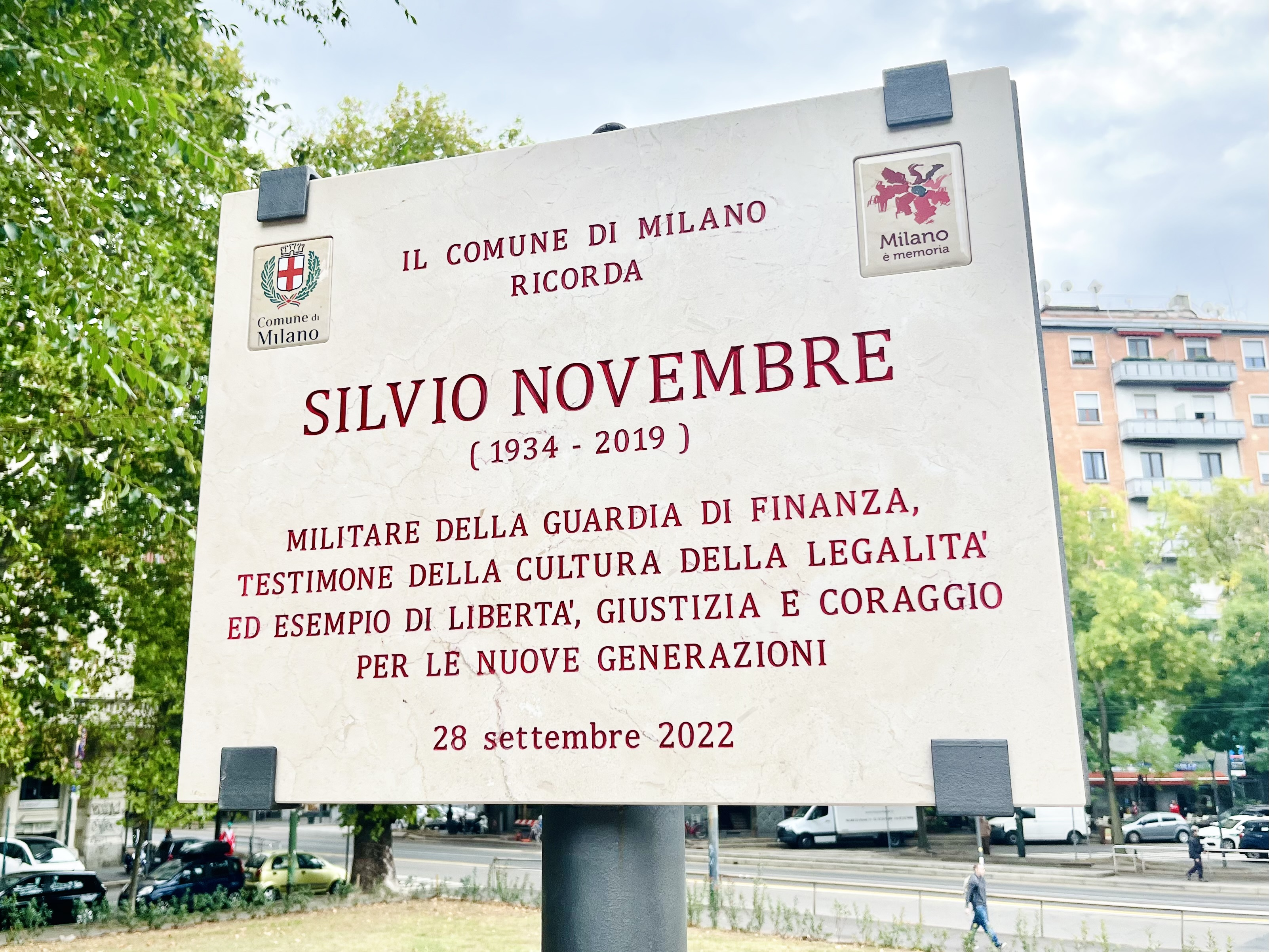
Targa commemorativa presso i giardini di piazza Grandi in Milano

## Vita privata
Sposato con Assunta Galasso (morta l'11 dicembre 1979), padre di Caterina ed Isabella e nonno di Francesca.

## Opere
- Silvio Novembre, La fatica della legalità, testimonianza raccolta da Maurizio De Luca in MicroMega, 1, 1995 e pubblicata in Ambrosoli. Nel rispetto di quei valori nel 1997.
- Silvio Novembre, contributo in A occhi aperti, Nove consigli scomodi contro la mafia nel quotidiano - a cura del COMITATO DEI LENZUOLI di Roma, 1996, Edizioni Gruppo Abele.

### Filmografia
- Un eroe borghese, regia di Michele Placido (1995)
- Qualunque cosa succeda, regia di Alberto Negrin – miniserie TV (2014)
- Giorgio Ambrosoli - Il prezzo del coraggio, regia di Alessandro Celli – docu-fiction (2019)